# Ключ (музыка)
Ключ (итал. chiave, исп. clave от лат. clavis; в других языках — нем. Schlüssel, фр. clef, англ. clef) — знак линейной нотации, определяющий звуковысотное значение нот. Относительно линейки нотоносца, на которую указывает центральный элемент ключа, рассчитываются все другие высотные позиции нот.

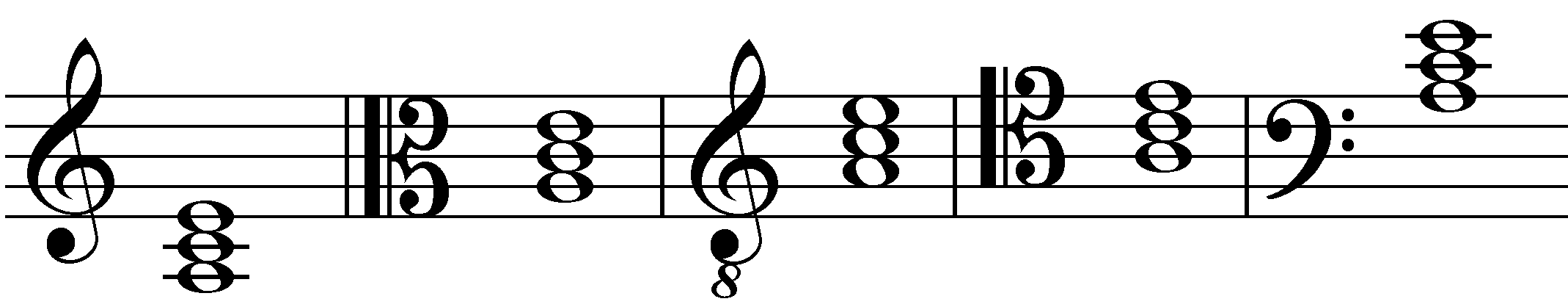
Одно и то же трезвучие ля-до'-ми' в скрипичном, альтовом, скрипичном со сдвигом на октаву, теноровом и басовом ключах.

## Использование ключей
Хотя совокупный диапазон звучания различных голосов и инструментов в музыке составляет около восьми октав, диапазон отдельно взятого голоса или отдельного музыкального инструмента, как правило, гораздо у́же, что и отражено в названиях ключей: сопрановый — для сопранового регистра, альтовый — для альтового, теноровый — для тенора, басовый — для баса (сокращённо SATB).
В академической музыке Нового времени ключ используется безотносительно к «природным» вокальным или «историческим» инструментальным тесситурам. Профессиональный композитор по ходу развёртывания музыки меняет ключ произвольно (например, в фортепианной музыке — скрипичный на басовый), если такая замена кажется ему практичной. Таким образом, в классической 5-линейной нотации разнообразие ключей продиктовано удобством расположения нотных знаков в пределах стандартного 5-линейного нотоносца и облегчением визуального восприятия нотированного текста.
Ключ позволяет располагать ноты так, чтобы центр нотируемого регистра (голоса или инструмента) по возможности приходился на центральную линейку нотного стана, а добавочные линейки были бы сведены к минимуму. В некоторых исторических видах нотации добавочные линейки полностью исключались, что достигалось бо́льшим, чем это принято в классической нотации, разнообразием применения ключей.
Центральный элемент ключа указывает расположение на нотном стане соответствующей типу ключа высоты ноты. Для ключа соль центральный элемент — центр спирального завитка — указывает местоположение высоты соль первой октавы. Для ключа фа  жирная точка и двоеточие — местоположение фа малой октавы. Для ключа до место стыковки (расположенных одна над другой и инвертированных) букв C — местоположение до первой октавы.

Ключи

Добавление к ключу сверху или снизу индексов 8 (октавное перемещение) или 15 (двухоктавное перемещение) указывает, что нотированную музыку следует исполнять на октаву/две октавы вверх/вниз:

## Ключ «соль»
Произошёл от латинской буквы G, обозначающей ноту «соль». Центральная завитушка ключа обозначает размещение ноты «соль» первой октавы.

### Скрипичный ключ
Скрипичный ключ помещает ноту «соль» первой октавы на вторую линейку нотоносца. Является самым распространённым ключом. В скрипичном ключе пишутся ноты для скрипки (отсюда название), губной гармоники, большинства деревянных духовых инструментов, части медных духовых, ударных инструментов с определённой высотой звука и других инструментов с достаточно высоким звучанием. Для партий правой руки при игре на фортепиано чаще всего тоже используется скрипичный ключ. Женские вокальные партии сегодня также записывают в скрипичном ключе (хотя в прошлые века для их записи применяли особый ключ). Партии тенора и ноты для гитары также записываются в скрипичном ключе, но исполняются на октаву ниже написанного, что иногда обозначается восьмёркой под ключом.

### Старофранцузский ключ
Старофранцузский ключ помещает ноту «соль» первой октавы на первую строку нотоносца. Использовался во Франции в XVII—XVIII вв. (период барокко) в музыке для скрипки и флейты. Другие названия — французский ключ, французский скрипичный ключ. Этот ключ определяет самую высокую тесситуру среди остальных ключей.

## Ключ «фа»

Старое начертание ключа «фа»

Завитушка и две точки (произошедшие от двух перекладинок буквы F) окружают линейку, на которую помещается нота «фа» малой октавы. Обычно понятия «ключ „фа“» и «басовый ключ» используются как синонимы, но в истории существовали и другие ключи «фа».

### Басовый ключ
Басовый ключ помещает ноту «фа» малой октавы на четвертую линейку нотоносца. Второй по распространённости ключ после скрипичного. Этим ключом пользуются инструменты с низким звучанием: виолончель, фагот и т. д. В басовом ключе обычно пишется партия левой руки для фортепиано. Вокальная музыка для баса и баритона также пишется обычно в басовом ключе. Партия контрабаса, записанная в басовом ключе, исполняется на октаву ниже.

### Баритоновый ключ
Баритоновый ключ помещает ноту «фа» малой октавы на третью (среднюю) линейку нотоносца.

### Басо-профундовый ключ
Басо-профундовый (от итал. basso profundo), или большой басовый ключ — самый низкий ключ, помещает ноту «фа» малой октавы на верхнюю линейку нотоносца. В основном применяется в старинной музыкальной литературе и сейчас уже вышел из употребления.

## Ключ «до»
Произошёл от латинской буквы C, обозначающей ноту «до». Средняя часть ключа между двумя завитками определяет расположение ноты «до» первой октавы.

### Альтовый ключ
Альтовый ключ помещает ноту «до» первой октавы на среднюю линейку нотоносца. В альтовом ключе пишутся партии для альтов и тромбонов, иногда вокальные партии.

### Теноровый ключ
Теноровый ключ помещает ноту «до» первой октавы на четвёртую линейку нотоносца. Используется для фаготов, виолончелей, тромбонов и контрабасов.

### Баритоновый ключ
Баритоновый ключ помещает ноту «до» первой октавы на пятую линейку нотоносца. Ноты в этом ключе совпадают с нотами в баритоновом ключе «фа».

### Меццо-сопрановый ключ
Меццо-сопрановый ключ помещает ноту «до» первой октавы на вторую линейку нотоносца.

### Сопрановый (дискантовый) ключ
Сопрановый', или дискантовый ключ помещает ноту «до» первой октавы на первую линейку нотоносца.

## Ключи для нотации ударных инструментов

Два различных вида ключа для ударных инструментов

Два вида ключа на однострочном нотоносце

Для ударных инструментов без определённой высоты звучания применяется специальный «нейтральный» ключ. Его назначение отличается от назначения остальных ключей в том смысле, что он не показывает высоту ноты, а просто назначает стан для обозначения партии того или иного ударного инструмента. См. также Ударная установка.

## Ключ диатонического кнопочного аккордеона
Диатонический кнопочный аккордеон как бисонорный инструмент, производящий различные высоты звука в зависимости от направления движения сильфона, имеет свою нотацию, в том числе и ключ.

## Табулатурный ключ
Для обозначения табулатуры может использоваться специальный ключ, выглядящий как вертикально расположенные буквы TAB.

## Исторический очерк

Антифон Хильдегарды Бингенской «O pulchre facies» (рукопись датирована ок. 1190 г.). Тип нотации: невменно-линейная, готическая. Для обозначения контрольной высоты «c» используется (в начале каждого нотоносца) латинская буква c, контрольной высоты «f» — жирная точка либо латинская буква f. Ключевая линейка f дополнительно выделена красным цветом. Во избежание дополнительных линеек (на 4-м и 7-м нотоносцах) используется смещение ключевой линейки.

Ключи появились одновременно с возникновением линейной нотации, в связи с необходимостью связать линейку с некой «контрольной» высотой звука, по отношению к которой рассчитывались все остальные высоты. Первоначально в качестве ключей выступали графемы дасийной нотации (в трактатах Псевдо-Хукбальда, IX—X вв.). Гвидо Аретинский (около 1020 г.) предложил использовать в качестве ключей буквы латинской нотации (для уточнения высотных значений невменной нотации). С того момента как на Западе повсеместно распространился нотоносец (приблизительно с XII в.), ключи стали обязательным элементом линейной нотации (см., например, Квадратная нотация).
В вокальной многоголосной музыке второй половины XVI и в XVII веках (редкие примеры встречаются и в музыке XVIII века) композиторы использовали стандартные комбинации ключей, для удобства нотации регистровых диапазонов голосов (амбитусов) без использования добавочных линеек. Наиболее распространёнными были 2 комбинации: обычные ключи (итал. chiavi naturali) и высокие ключи (итал. chiavette букв. «ключики»); гораздо реже встречались низкие ключи (итал. chiavi in contrabasso):

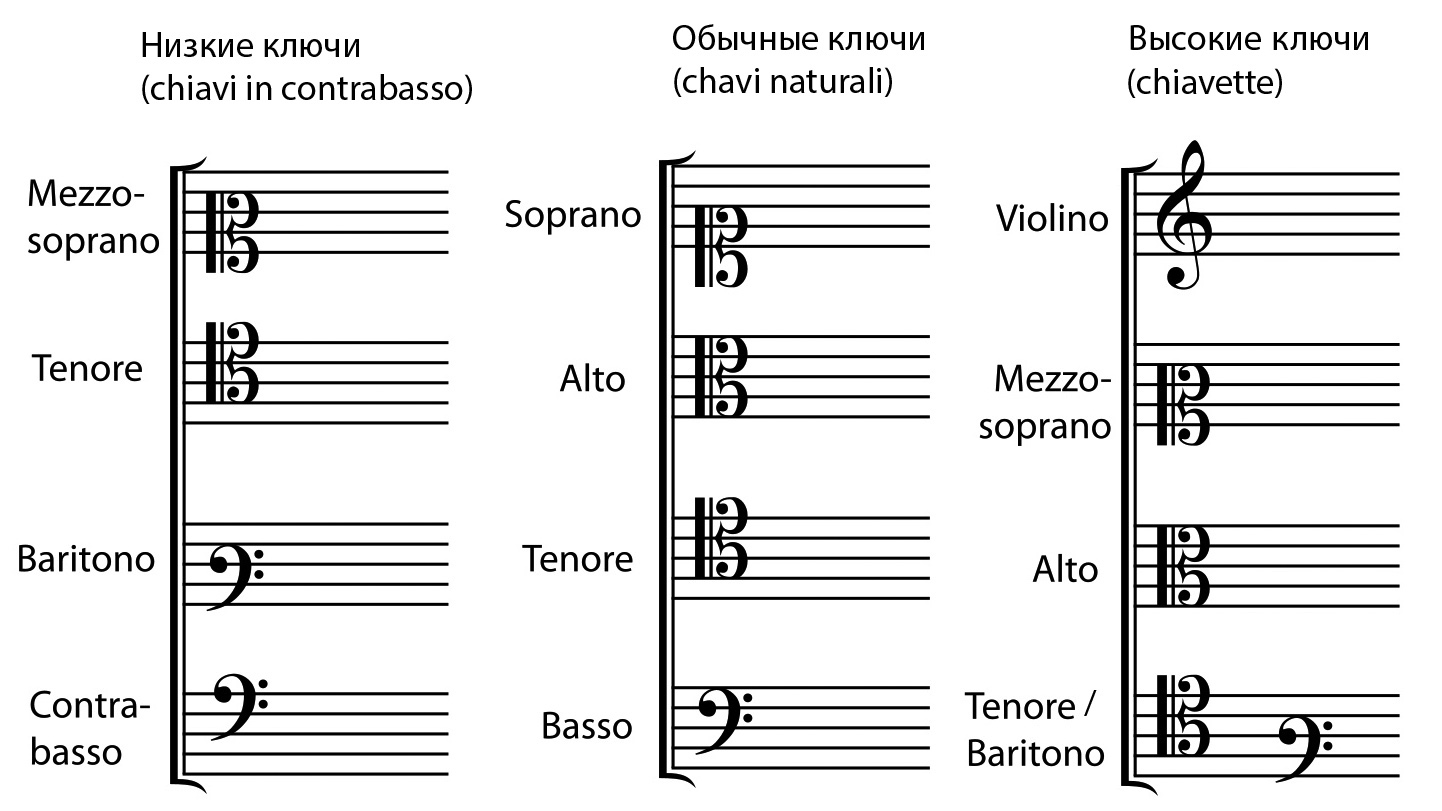

Так, более двух третей всех сочинений Палестрины нотировано в высоких ключах, менее одной трети — в обычных.
Нижеследующая таблица показывает (терцовую) разницу в диапазонах «стандартного» четырёхголосия (сопрано, альт, тенор, бас — SATB) при нотации в «обычных» и «высоких» ключах:
| голос | обычные | высокие |
| ----- | ------- | ------- |
| S     | h-e2    | d1-g2   |
| A     | e-a1    | g-c2    |
| T     | c-f1    | e-a1    |
| B     | F-h     | A-d1    |

Ряд западных (З. Хермелинк, Б. Майер, Г. Пауэрс) и отечественных (Г. И. Лыжов, Ю. Н. Холопов) музыковедов толкуют ту или иную комбинацию ключей как важное (хотя и не единственное) указание на автентическое или плагальное понимание (композитором) лада целостной композиции.
Например, если голос сопрано нотирован в «обычном» ключе до на первой линейке (то есть сопрановом ключе, сокращённо с1), а тенор — в «обычном» ключе до на четвёртой линейке (с4), альт — в ключе c3, а бас в ключе F4, то всё сочинение считается принадлежащим к плагальному ладу. Если же используется «высокая» комбинация ключей (известная как chiavette) g2-c2-c3-F3, то такой лад целого объявляется автентическим. Указанную трактовку «ключевания» учёные, как правило, ограничивают вокальным многоголосием XVI века (отчасти также XVII) и не распространяют её на инструментальную музыку того же времени (пассамеццо, романеска, испанские вариации diferencias и другие светские инструментальные жанры).
Согласно некоторым теоретикам XVI—XVII вв. (С. Ганасси, А. Банкьери, М. Преториус и др.), использование «нестандартных» ключей (высоких или низких) означало запись вокальной музыки в транспозиции (таким образом, ключи, использовавшиеся в определённой комбинации, уподоблялись ключевым обозначениям, бемольным/диезным «сигнатурам»). Например, если пьеса была нотирована с бемолем при ключе и при этом использованы высокие ключи (chiavette), следовало петь такую пьесу квартой ниже написанного. Другие теоретики (Т. Морли) выступали против транспонирующих ключей. Мнения современных исследователей относительно «транспонирующей» семантики ключей также разделились. Например, Х. Федерхофер полагает, что использование ключей как маркеров транспозиции сомнительно, во всяком случае, в вокальной музыке, предполагающей участие инструментов с фиксированной высотой звука, например, органа или клавесина (из-за ограничений, накладываемых тогдашними системами темперации). Другие учёные, например К. Крейтнер, полагают, что chiavette вполне можно трактовать как указание на транспозицию на терцию или кварту вниз. Дополнительными аргументами в пользу транспозиционной гипотезы служит то, что в разных исторических памятниках одна и та же пьеса записана в разных ключах (например, мотет А. Вилларта «Johannes Apostolus»), а также факт нотации партии органа на кварту ниже хоровых партий (как в нескольких публикациях Г. Шютца).